# Faulbornbach
Der Faulbornbach ist ein etwa 3 km langer, nordöstlicher und orografisch rechtsseitiger Zufluss der Sieber im Harz und südwestlichen Harzvorland im Landkreis Göttingen, Niedersachsen.

## Verlauf

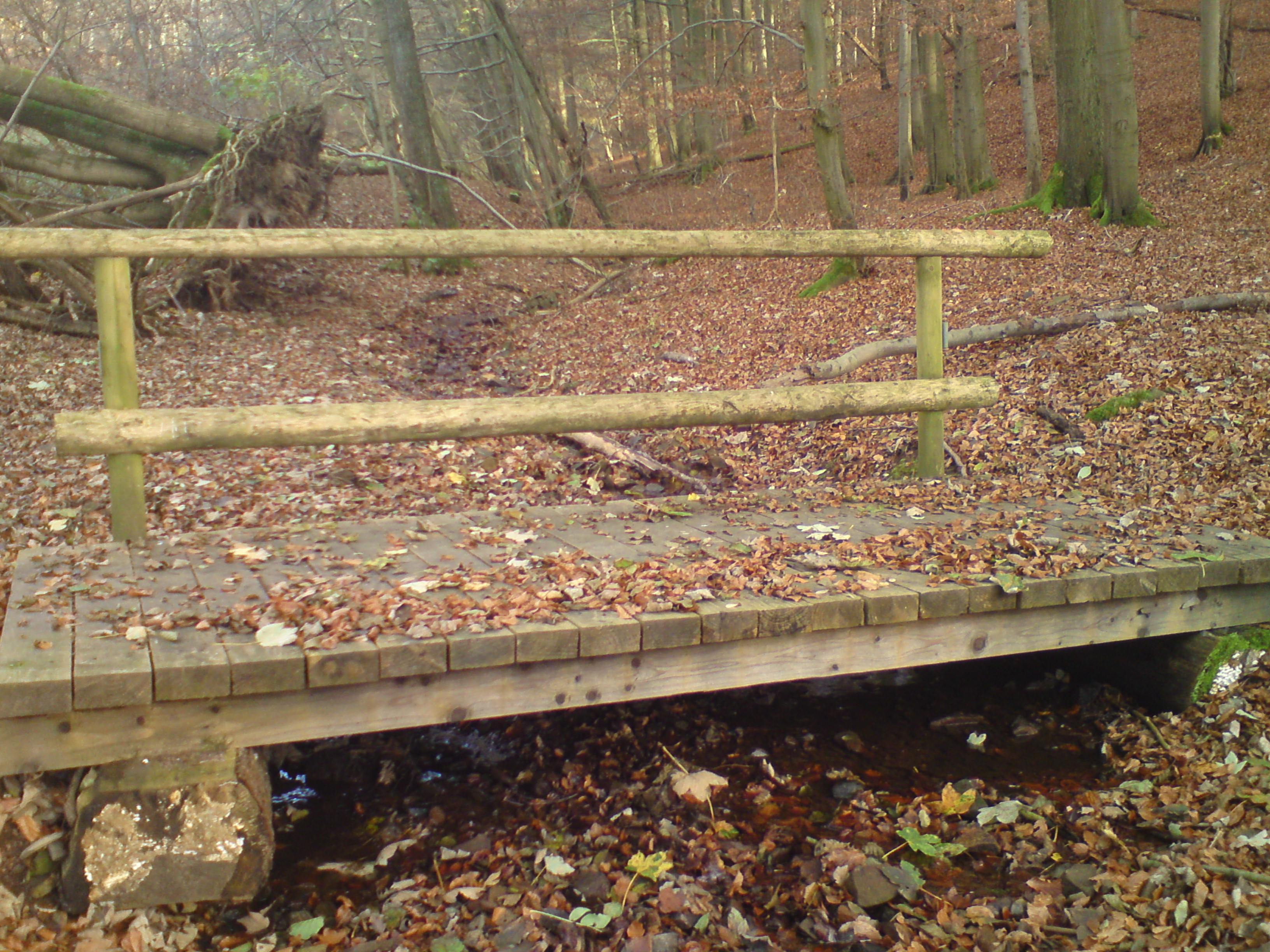
Der Karstwanderweg überquert den Bach im Bärenwinkel

Der Bach entspringt nahe dem Heuerberg im Nationalpark Harz auf etwa 430 Meter Höhe, ca. 1,5 km (Luftlinie) von Lonau (am Wanderweg vom Krankenhaus zum Auerhuhngehege). Einen Taleinschnitt bildend fließt er erst nach Westen, dann nach Südwesten, unterquert einen weiteren Forstweg und tangiert den Bärenwinkel. Dabei überquert er die 300-m-Grenze, verlässt den Nationalpark und fließt in das Hägerfeld sowie in das Gebiet der Gemeinde Herzberg am Harz.
Dort läuft er begradigt durch die Feldflur und nach einer rechtwinkligen Ecke über ein Gehöft und weiter südwestlich. Dabei unterquert er die Westharzstrecke, die Bundesstraße 243 und die heutige Kreisstraße K 427; kurz danach mündet er zwischen Herzberg-Eichholz und Hörden am Harz von rechts in die Sieber.